# Smučarski skoki v sezoni 1966/67
Smučarski skoki v sezoni 1966/67. To je pregled najpomembnejših tekem v smučarskih skokih v sezoni 1966/67. Tekme niso bile povezane v svetovni pokal, ki ga je ustanovila Mednarodna smučarska organizacija s sezono 1979/80.

## Tekme

### Razred A
| Datum                | Prizorišče             | Skakalnica                   | Opomba                          | Zmagovalec       | Drugi             | Tretji                         | Vir           |
| -------------------- | ---------------------- | ---------------------------- | ------------------------------- | ---------------- | ----------------- | ------------------------------ | ------------- |
| 30. december 1966    | Oberstdorf             | Schattenbergschanze          | Turneja štirih skakalnic        | Dieter Neuendorf | Peter Lesser      | Veikko Kankkonen Bjørn Wirkola | [ 1 ]         |
| 1. januar 1967       | Garmisch-Partenkirchen | Große Olympiaschanze         | Turneja štirih skakalnic        | Bjørn Wirkola    | Reinhold Bachler  | Veikko Kankkonen               | [ 2 ]         |
| 6. januar 1967       | Innsbruck              | Bergiselschanze              | Turneja štirih skakalnic        | Bjørn Wirkola    | Franz Keller      | Sepp Lichtenegger              | [ 3 ]         |
| 8. januar 1967       | Bischofshofen          | Paul-Außerleitner-Schanze    | Turneja štirih skakalnic        | Bjørn Wirkola    | Jiří Raška        | Sepp Lichtenegger              | [ 4 ]         |
|                      | Skupno:                | Skupno:                      | Turneja štirih skakalnic        | Bjørn Wirkola    | Sepp Lichtenegger | Dieter Neuendorf               | [ 5 ]         |
| 8. februar 1967      | Saint Nizier           | Dauphiné                     | Predolimpijska tekma            | Bjørn Wirkola    | Peter Eržen       | Dieter Neuendorf               | [ 6 ] [ 7 ]   |
| 10.–12. februar 1967 | Oberstdorf             | Heini-Klopfer-Skiflugschanze | Teden smučarskih poletov        | Lars Grini       | Peter Lesser      | Kjell Sjöberg                  | [ 8 ] [ 9 ]   |
| 12. februar 1967     | Autrans                | Le Claret                    | Predolimpijska tekma            | Veikko Kankkonen | Dieter Neuendorf  | Józef Kocyan                   | [ 10 ] [ 11 ] |
| 26. februar 1967     | Lahti                  | Intiaanikukkula              | Smučarske igre Lahti            | Veikko Kankkonen | Niilo Halonen     | Topi Mattila                   | [ 12 ] [ 13 ] |
| 5. marec 1967        | Oslo                   | Holmenkollbakken             | Smučarski festival Holmenkollen | Bjørn Wirkola    | Bent Tomtum       | Max Golser                     | [ 14 ] [ 15 ] |
| 11./12. marec 1967   | Vikersund              | Vikersundbakken              | Teden smučarskih poletov        | Reinhold Bachler | Jiří Raška        | Bjørn Wirkola                  | [ 16 ] [ 17 ] |

### Ostale tekme
| Datum             | Prizorišče             | Skakalnica                   | Opomba                                  | Zmagovalec          | Drugi                     | Tretji                       | Vir             |
| ----------------- | ---------------------- | ---------------------------- | --------------------------------------- | ------------------- | ------------------------- | ---------------------------- | --------------- |
| 26. december 1966 | St. Moritz             | Olympiaschanze               | Božična tekma                           | Ladislav Divila     | Josef Matouš              | Jozef Metelka                | [ 18 ] [ 19 ]   |
| 27. december 1966 | Engelberg              | Klein-Titlis-Schanze K62     | Nočna tekma                             | Josef Zehnder       | Ladislav Divila           | Jozef Metelka                | [ 20 ] [ 21 ]   |
| 15. januar 1967   | Kavgolovo              | Tramplin Kavgolovo           |                                         | Ladislav Divila     | Koba Zakadse              | Pjotr Kovalenko              | [ 22 ] [ 23 ]   |
| 15. januar 1967   | Semmering              | Liechtensteinschanze         |                                         | Reinhold Bachler    | Rudolf Höhnl              | Jozef Metelka                | [ 24 ] [ 25 ]   |
| 15. januar 1967   | Morteau                | Tremplin de Morteau          | Pokal Klaus                             | Alain Macle         | Mario Cecon               | Heribert Schmid              | [ 26 ] [ 27 ]   |
| 15. januar 1967   | Fox River Grove        | Cary Hill                    |                                         | Bjørn Wirkola       | Christoffer Selbekk       | Takaši Fudžisava             | [ 28 ] [ 29 ]   |
| 20. januar 1967   | Wisła                  | Malinka                      | Turneja Beskiden/ Turneja prijateljstva | Peter Eržen         | Jiří Raška Dieter Müller  |                              | [ 30 ] [ 31 ]   |
| 22. januar 1967   | Szczyrk                | Skalite                      | Turneja Beskiden/ Turneja prijateljstva | Peter Lesser        | Bernd Karwofsky           | Manfred Queck                | [ 32 ] [ 33 ]   |
| 24. januar 1967   | Zakopane               | Wielka Krokiew               | Turneja prijateljstva                   | Jiří Raška          | Józef Kocyan              | Peter Lesser                 | [ 34 ] [ 35 ]   |
|                   | Skupno:                | Skupno:                      | Turneja prijateljstva                   | Jiří Raška          | Peter Lesser              | Peter Eržen                  | [ 35 ] [ 36 ]   |
| 21. januar 1967   | Le Brassus             | La Chirurgienne              |                                         | Giacomo Aimoni      | Tinu Čaljand              | Gilbert Poirot               | [ 37 ] [ 38 ]   |
| 22. januar 1967   | Lake Placid            | Velika olimpijska skakalnica | Masters International                   | Bjørn Wirkola       | Takaši Fudžisava          | Christoffer Selbekk          | [ 39 ] [ 40 ]   |
| 22. januar 1967   | Falun                  | Källviksbacken               | Švedske smučarske igre                  | Lars Grini          | Bent Tomtum               | Ronald Jensen                | [ 41 ] [ 42 ]   |
| 22. januar 1967   | Klingenthal            | Große Aschbergschanze        |                                         | Horst Queck         | Dieter Neuendorf          | Veikko Kankkonen             | [ 43 ] [ 44 ]   |
| 24. januar 1967   | Zürich                 | Uetliberg-Sprungschanze      |                                         | Jan Kawulok         | Erwin Fiedor              | Josef Zehnder                | [ 45 ] [ 46 ]   |
| 27. januar 1967   | Špindlerův Mlýn        | Svatý Petr                   | Bohemska turneja                        | Jiří Raška          | Peter Eržen               | Gilbert Poirot               | [ 47 ] [ 48 ]   |
| 29. januar 1967   | Vysoké nad Jizerou     | Grubenschanze                | Bohemska turneja                        | Jiří Raška          | Horst Queck               | Max Golser                   | [ 49 ] [ 50 ]   |
| 30. januar 1967   | Liberec                | Ještěd                       | Bohemska turneja                        | Jiří Raška          | Gilbert Poirot            | Bent Tomtum                  | [ 51 ] [ 52 ]   |
|                   | Skupno:                | Skupno:                      | Bohemska turneja                        | Jiří Raška          | Gilbert Poirot            | Rudolf Doubek                | [ 51 ]          |
| 27. januar 1967   | Brotterode             | Inselbergschanze             | Prvenstvo SKDA                          | Dieter Neuendorf    | Pjotr Kovalenko           | Józef Przybyła               | [ 53 ] [ 54 ]   |
| 29. januar 1967   | Oberhof                | Rennsteigschanze             | Prvenstvo SKDA                          | Dieter Neuendorf    | Manfred Queck             | Peter Lesser                 | [ 55 ] [ 56 ]   |
| 29. januar 1967   | Braunlage              | Wurmbergschanze              |                                         | Bohumil Doležal     | Helmut Wegscheider        | Albert Haim                  | [ 57 ] [ 58 ]   |
| 29. januar 1967   | Saint Paul             | Battle Creek                 |                                         | Takaši Fudžisava    | Paavo Lukkariniemi        | Dag Helgestad                | [ 59 ] [ 60 ]   |
| 29. januar 1967   | Madison                | Middleton                    |                                         | Bjørn Wirkola       | Christoffer Selbekk       | Adrian Watt                  | [ 61 ] [ 62 ]   |
| 29. januar 1967   | Unterwasser            | Säntisschanze K65            | Švicarska turneja                       | Jan Kawulok         | Juhani Ruotsalainen       | Mikko Joki-Anttila           | [ 63 ] [ 64 ]   |
| 31. januar 1967   | St. Moritz             | Olympiaschanze               | Švicarska turneja                       | Kurt Elimä          | Juhani Ruotsalainen       | Reinhold Bachler Jan Kawulok | [ 65 ] [ 66 ]   |
| 3. februar 1967   | Gstaad                 | Schanze                      | Švicarska turneja                       | Reinhold Bachler    | Seppo Hannula             | Harald Gimse                 | [ 67 ] [ 68 ]   |
| 5. februar 1967   | Le Locle               | Tremplin de la Combe Girard  | Švicarska turneja                       | Juhani Ruotsalainen | Giacomo Aimoni Kurt Elimä |                              | [ 69 ] [ 70 ]   |
|                   | Skupno:                | Skupno:                      | Švicarska turneja                       | Juhani Ruotsalainen | Kurt Elimä                | Jan Kawulok                  | [ 70 ]          |
| 5. februar 1967   | Breitenwang            | Raimund-Ertl-Schanze         |                                         | Ryszard Witke       | Franz Keller              | Max Golser                   | [ 71 ]          |
| 5. februar 1967   | Leavenworth            | Bakke Hill                   |                                         | Bjørn Wirkola       | Takaši Fudžisava          | Christoffer Selbekk          | [ 72 ] [ 73 ]   |
| 19. februar 1967  | Oberhof                | Rennsteigschanze             | Zimske igre Oberhofer                   | Dieter Neuendorf    | Josef Tonhauser           | Ronald Jensen                | [ 74 ] [ 75 ]   |
| 20. februar 1967  | Westby                 | Snowflake                    |                                         | Christoffer Selbekk | Frithjof Prydz            | John Balfanz                 | [ 76 ] [ 77 ]   |
| 25. februar 1967  | Camp Fortune           | Lockeberg Ski Jumps          |                                         | Kjell Sjöberg       | Jiří Raška                | Zbyněk Hubač                 | [ 78 ] [ 79 ]   |
| 26. februar 1967  | Camp Fortune           | Lockeberg Ski Jumps          |                                         | Kjell Sjöberg       | Jiří Raška                | Zbyněk Hubač                 | [ 80 ] [ 79 ]   |
| 27. februar 1967  | Garmisch-Partenkirchen | Große Olympiaschanze         | Pokal Kongsberg                         | Gilbert Poirot      | Alain Macle               | Reinhold Bachler             | [ 81 ] [ 82 ]   |
| 5. marec 1967     | Chamonix               | Le Mont                      |                                         | Giacomo Aimoni      | Karl-Heinz Munk           | Hans Schmid                  | [ 83 ] [ 84 ]   |
| 6. marec 1967     | Mysen                  | Vardebakken                  |                                         | Reinhold Bachler    | Dieter Neuendorf          | Bjørn Wirkola                | [ 85 ] [ 86 ]   |
| 6. marec 1967     | Revelstoke             | Nels Nelsen Ski Jump         |                                         | Kjell Sjöberg       | Josef Zehnder             | Dave Norby                   | [ 87 ] [ 88 ]   |
| 8. marec 1967     | Arendal                | Nygårdsbakken                | Nočna tekma                             | Dieter Neuendorf    | Bent Tomtum               | Bjørn Wirkola                | [ 89 ] [ 90 ]   |
| 12. marec 1967    | Paimio                 | Varasvouoren                 |                                         | Veikko Kankkonen    | Franz Keller              | Risto Oinonen                | [ 91 ]          |
| 18. marec 1967    | Zakopane               | Wielka Krokiew               | Memorial Czech-Marusarzówna             | Józef Kocyan        | Józef Przybyła            | Nikolaj Jablokov             | [ 92 ] [ 93 ]   |
| 19. marec 1967    | Zakopane               | Wielka Krokiew               | Memorial Czech-Marusarzówna             | Józef Kocyan        | Nikolaj Jablokov          | Józef Przybyła               | [ 94 ] [ 95 ]   |
| 19. marec 1967    | Kuopio                 | Puijo                        | Zimske igre Puijo                       | Heikki Väisänen     | Dieter Neuendorf          | Topi Mattila                 | [ 96 ] [ 97 ]   |
| 19. marec 1967    | Ruhpolding             | Große Zirmbergschanze        | Pokal Bayern                            | Kjell Sjöberg       | Günther Göllner           | Peter Štefančič              | [ 98 ] [ 99 ]   |
| 26. marec 1967    | Planica                | Srednja Bloudkova            | Memorial Janeza Polde                   | Reinhold Bachler    | Horst Queck               | Peter Lesser                 | [ 100 ] [ 101 ] |
| 27. marec 1967    | Rovaniemi              | Ounasvaara                   | Teden nordijskih skokov                 | Bjørn Wirkola       | Dieter Neuendorf          | Wolfgang Stöhr               | [ 102 ] [ 103 ] |
| 2. april 1967     | Bærum                  | Skuibakken                   | Teden nordijskih skokov                 | Lars Grini          | Kjell Sjöberg             | Odd Hammernes                | [ 104 ] [ 105 ] |
|                   | Skupno:                | Skupno:                      | Teden nordijskih skokov                 | Lars Grini          | Józef Kocyan              | Heikki Väisänen              | [ 105 ] [ 106 ] |
| 1. april 1967     | Rælingen               | Marikollen                   |                                         | Kjell Sjöberg       | Hiroši Itagaki            | Lars Grini                   | [ 107 ] [ 108 ] |
| 1. april 1967     | Johanngeorgenstadt     | Erzgebirgsschanze            |                                         | Reinhold Bachler    | Josef Tonhauser           | Manfred Eminger              | [ 109 ] [ 110 ] |
| 2. april 1967     | Oberwiesenthal         | Fichtelbergschanze           | Pokal svobodnega tiska                  | Dieter Neuendorf    | Reinhold Bachler          | Josef Matouš                 | [ 111 ] [ 112 ] |
| 2. april 1967     | Kuusamo                | Rukatunturi                  |                                         | Bjørn Wirkola       | Juhani Ruotsalainen       | Veikko Kankkonen             | [ 113 ] [ 114 ] |
| 9. april 1967     | Dornbirn               | Bödele                       |                                         | Reinhold Bachler    | Richard Pfiffner          | Max Bolkart                  | [ 115 ] [ 116 ] |

## Novi rekordi skakalnic
| Prizorišče   | Skakalnica                   | Skakalec         | Dolžina | Datum             | Vir             |
| ------------ | ---------------------------- | ---------------- | ------- | ----------------- | --------------- |
| St. Moritz   | Olympiaschanze               | Ladislav Divila  | 086,0 m | 26. december 1966 | [ 117 ] [ 19 ]  |
| Szczyrk      | Skalite                      | Kazimierz Kubica | 076,0 m | 15. januar 1967   | [ 33 ] [ 118 ]  |
| Morteau      | Tremplin de Morteau          | Giacomo Aimoni   | 082,5 m | 15. januar 1967   | [ 26 ] [ 27 ]   |
| Morteau      | Tremplin de Morteau          | Alain Macle      | 082,5 m | 15. januar 1967   | [ 26 ] [ 27 ]   |
| Szczyrk      | Skalite                      | Zbyněk Hubač     | 078,5 m | 22. januar 1967   | [ 33 ] [ 118 ]  |
| Szczyrk      | Skalite                      | Bernd Karwofsky  | 081,5 m | 22. januar 1967   | [ 33 ] [ 118 ]  |
| Szczyrk      | Skalite                      | Peter Lesser     | 081,5 m | 22. januar 1967   | [ 33 ] [ 118 ]  |
| Szczyrk      | Skalite                      | Manfred Queck    | 082,0 m | 22. januar 1967   | [ 33 ] [ 118 ]  |
| Lake Placid  | Große Olympiaschanze         | Bjørn Wirkola    | 077,0 m | 22. januar 1967   | [ 40 ] [ 119 ]  |
| Lake Placid  | Große Olympiaschanze         | Bjørn Wirkola    | 077,5 m | 22. januar 1967   | [ 40 ] [ 119 ]  |
| Zakopane     | Wielka Krokiew               | Jiří Raška       | 107,0 m | 24. januar 1967   | [ 35 ]          |
| Madison      | Middleton                    | Bjørn Wirkola    | 063,0 m | 29. januar 1967   | [ 61 ]          |
| Leavenworth  | Bakke Hill                   | Bjørn Wirkola    | 102,0 m | 5. februar 1967   | [ 73 ]          |
| Saint Nizier | Dauphiné                     | Peter Eržen      | 101,0 m | 8. februar 1967   | [ 7 ]           |
| Oberstdorf   | Heini-Klopfer-Skiflugschanze | Lars Grini       | 147,0 m | 10. februar 1967  | [ 120 ] [ 121 ] |
| Oberstdorf   | Heini-Klopfer-Skiflugschanze | Kjell Sjöberg    | 148,0 m | 10. februar 1967  | [ 120 ] [ 121 ] |
| Oberstdorf   | Heini-Klopfer-Skiflugschanze | Lars Grini       | 150,0 m | 11. februar 1967  | [ 122 ] [ 121 ] |
| Rena         | Renabakkene NS               | Lars Grini       | 078,0 m | 27. februar 1967  | [ 123 ]         |
| Revelstoke   | Nels Nelsen Ski Jump         | Kjell Sjöberg    | 093,0 m | 6. marec 1967     | [ 88 ]          |
| Vikersund    | Vikersundbakken              | Reinhold Bachler | 154,0 m | 12. marec 1967    | [ 124 ]         |
| Mo i Rana    | Fageråsbakken                | Bent Tomtum      | 085,5 m | 19. marec 1967    | [ 125 ]         |
| Planica      | Srednja Bloudkova            | Horst Queck      | 091,0 m | 26. marec 1967    | [ 101 ] [ 126 ] |
| Våler        | Gjerdumsbakken               | Lars Grini       | 083,0 m | 27. marec 1967    | [ 127 ]         |
| Kuusamo      | Rukatunturi                  | Bjørn Wirkola    | 115,5 m | 2. april 1967     | [ 128 ]         |
| Namsos       | Gamle Grånasen               | Bjørn Wirkola    | 070,5 m | 22. april 1967    | [ 129 ]         |